# 郭钊
郭钊（772年—830年），唐朝华州郑县（今陕西省华县）人。郭子仪之孙，父郭暧，母升平公主。唐代宗的外孙。
郭钊开始为太常寺奉礼郎。唐德宗时官至太子右庶子。唐宪宗时，因为身為郭贵妃的哥哥，历任邠宁节度使、司农卿。郭钊待人谦恭，不自恃自己是勋戚而骄奢淫逸。外甥唐穆宗即位后，历任河阳三城、晋绛慈隰节度使。唐敬宗时，召为兵部尚书、太常卿、司空。出为剑南东川节度使。唐文宗太和三年（829年），南诏攻陷巂州，侵扰成都、梓州，又兼领西川节度使。他致书修好，使南诏退兵。次年，因病入朝，在途中去世。其妻是姑母长林公主的女儿沈素，生子郭仲文、郭仲武、郭仲恭、郭仲詞。
長子仲文娶扶風馬推的次女，生兩子三女，長孫名郭行章。  